# Marabá
Marabá là một đô thị thuộc bang Pará, Brasil. Đô thị này có diện tích 15092,268 km², dân số năm 2010 là 233462 người, mật độ 13,02 người/km².